# Kalifornijska toreja
Kalifornijska toreja (znanstveno ime Torreya californica) je veliko vednozeleno drevo, ki je domorodno v Kaliforniji in ne prenese hladnejšega podnebja.
Ime je drevo dobilo po ameriškem botaniku Johnu Torreyu, zraste pa več kot 20 metrov visoko in ima sivo rjavo lubje. Ravne, do 8 cm dolge iglice so po visečih vejicah razporejene spiralno. Temno zelene iglice so po zgornji strani svetleče, po spodnji pa svetlejše z dvema rumenima črtama. Njihov vonj ni prijeten.   
Cvetovi so enospolni, moški združeni v majhne storže, ženski pa so iz ene same semenske zasnove z luskasto bazo. Sadeži drevesa so sestavljeni iz semena s trdo lupino, ki ga obdaja mesnata ovojnica živo zelene barve z rdeče vijoličnimi progami.